# Úľany nad Žitavou
Úľany nad Žitavou é um município da Eslováquia, situado no distrito de Nové Zámky, na região de Nitra. Tem 8,4 km² de área e sua população em 2018 foi estimada em 1.533 habitantes.

## Demografia
| Ano:        | 1994 | 2004   | 2014   | 2024   |
| ----------- | ---- | ------ | ------ | ------ |
| Broj ljudi: | 1522 | 1542   | 1518   | 1548   |
| Razlika:    |      | +1,31% | -1,55% | +1,97% |

| Ano:               | 2023 | 2024   |
| ------------------ | ---- | ------ |
| Número de pessoas: | 1538 | 1548   |
| Diferença:         |      | +0,65% |